# Kinzigsee
Der Kinzigsee ist ein Sport- und Freizeitgewässer bei Langenselbold in der Nähe von Hanau. Er ist circa 23 Hektar groß und in Surf- und Schwimmbereich getrennt. Der Kinzigsee ist ein künstlich angelegter Badesee. Zum Bau der A 66 wurden dort Kiesvorkommen abgebaut und die entstandene Grube mit Sickerwasser volllaufen lassen. Dies ist auch der Grund dafür, dass die Wasserqualität sehr lange bedenklich war und das Baden verboten wurde. Der Kinzigsee hat keinen natürlichen Zufluss durch einen Fluss oder Bach, sondern wird durch Sickerwasser aus dem Ruhlsee gespeist, welcher durch einen schmalen Damm vom Kinzigsee getrennt wird. Dieser wiederum wird durch einen kleinen Zufluss aus der vorbeifließenden Kinzig gespeist. Durch den geringen Anteil an Sickerwasser, welches aus dem Ruhlsee durch den Damm in den Kinzigsee gelangt, ist der pH-Wert des Wassers in den Sommermonaten lange Zeit zu bedenklich gewesen und das Baden wurde aus Gründen der Gesundheitssicherheit untersagt. 2003 wurde in den Kinzigsee eine Folie eingebracht, welche den See in einen Schwimm- und einen Segel- und Surfbereich trennt. In dem Schwimmbereich wurden dann verschiedene chemische Hilfsstoffe eingebracht, welche eine Reinigung des Wassers und eine beinahe Trinkwasser-Qualität bewirkten, sodass seitdem der See als Badesee ohne Bedenken wieder genutzt werden kann, was man am Zuspruch aus dem ganzen Main-Kinzig-Kreis merkt. Es gibt circa 600 Meter Sandstrand, viel Wiesengelände und Sportangebote.